# Janine Elschot
Janine Elschot (geboortenaam De Meris; voorheen Luneman, Sanders en Van Houten) is een personage uit de Nederlandse soapserie Goede tijden, slechte tijden. De rol wordt sinds oktober 1992 gespeeld door actrice Caroline De Bruijn.

## Casting
De Bruijn werd gecast voor slechts één aflevering als Janine Elschot, een onenightstand van Simon Dekker. Dit was aflevering 392, uitgezonden op 6 oktober 1992. Daarna kwam ze nog terug voor de afleveringen op 3, 4, 6 en 11 november. Maar de chemie tussen De Bruijn en Rick Engelkes (de acteur die Simon speelde) was zo sterk, dat de makers besloten om van Janine een vast personage te maken. 
De Bruijn zou ruim een maand niet te zien zijn, omdat de afleveringen al ruimschoots van tevoren werden geschreven. Vanaf aflevering 446, uitgezonden op 21 december 1992, maakt De Bruijn deel uit van de vaste cast. De Bruijn verliet in 2000 tijdelijk de set in verband met haar zwangerschap. In de serie was haar zwangerschap ook verwerkt, hierin beviel De Bruijns personage Janine van Lucas Sanders.
De Bruijn speelde tussen 2002 en 2003 tijdelijk een dubbelrol. Ze speelde ook Sophia Sanders, Janines lookalike. Voor de rol van Sophia droeg De Bruijn een pruik en kleurlenzen in en sprak ze met een Italiaans accent, zodat de beide personages niet op elkaar zouden lijken.

## Verhaallijnen

### Carrière
Omdat Janine een succesvol journaliste is, blijft ze in Meerdijk, want ze heeft een hoge functie gekregen bij Het Spectrum. Aanvankelijk is ze de baas van Mickey Lammers die bij het Spectrum is gaan werken als journalist. Ze ontmaskeren enkele praktijken van Martine Hafkamp die zich schuldig maakt aan het illegaal lozen van vergif. Dit komt ze duur te staan. Na enige tijd gaat Janine werken bij het modellenbureau van Suzanne Balk en Daniël, hier komt ze in aanraking met Marieke Vollaards die Daniël en Suzanne onder hun hoede hebben genomen. Tot grote verbazing van zowel Janine als Marieke blijken de twee biologische zussen te zijn die op jonge leeftijd zijn gescheiden. Wanneer Flash fuseert met Alberts en Alberts tot AA&F gaat Janine mee. Hier krijgt ze dagelijks te maken met de conciërge van A&A, Govert Harmsen, die verliefd op haar wordt. De relatie is geen lang leven beschoren. Nadat AA&F Linda Dekker laat vallen na een debacle over een parfumlijn, kan Janine zich niet in dit besluit vinden. Ze gaat maatschappelijk werk doen tot de pleegvader van Julian Verduyn dit centrum in brand steekt. Vervolgens wordt ze hoofdredacteur bij het magazine NOW. Dit werk doet ze een aantal jaar, totdat het magazine onderdeel wordt van Sanders Inc. Ze neemt ontslag, omdat Ludo nu haar baas is. In 2009 richt ze een nieuw blad op; J-Magazine. Dit blijkt een succesvol tijdschrift, totdat in 2016 door toedoen van Martine Hafkamp de uitgever het tijdschrift niet meer wil uitgeven. Dit betekent het einde van J-Magazine. Het vinden van een nieuwe baan was niet makkelijk, omdat haar reputatie was aangetast. Uiteindelijk wordt ze schrijfster bij het blad Pi. In de tussentijd heeft ze een nog een boek geschreven over seriemoordenaar Hein Lisseberg; De witte spreeuw. Onlangs heeft ze een luisterboek geschreven voor Storytel, genaamd Kwaad bloed.

### Paul Luneman
Janine zelf zegt dat het acht maanden heeft geduurd en ze waren gescheiden vlak nadat ze Simon ontmoet heeft, oktober 1992 dus. Hij huurt ook Rebecca Duvalier in om Janine en Simon uit elkaar te drijven. Hij stuurt ook dreigbrieven naar het Spectrum, waar Janine werkt. Rebecca wil uiteindelijk niet meer meewerken, maar Paul dreigt haar carrière kapot te maken. Uiteindelijk biecht Rebecca het op tegen Simon en Paul stalkt Janine. Janine is doodsbang voor Paul, omdat hij haar altijd een hoer noemde en haar verbaal mishandelde.

### Simon Dekker
Janine is voor het eerst te zien in de Bodega. Hier ontmoet ze de arts Simon Dekker, met wie ze een tijdelijke relatie krijgt. Janines ex op dat moment, Paul Luneman, is jaloers en huurt Rebecca Duvelier in om Simon te misleiden en de relatie zo te beëindigen. Rebecca Duvelier is een dubbelganger van Simons overleden vrouw Annette van Thijn. Ze komt echter achter dit bedrog en het heeft geen invloed op de relatie.
Simon heeft het echter moeilijk gehad na Annettes overlijden en raakte aan de drank, op een avond komt hij in die toestand Martine Hafkamp, tegen die op dat moment in de clinch ligt met haar minnaar Frits van Houten. De twee hebben een onenightstand die verder niets te betekenen heeft. Janine zet echter een punt achter deze relatie en wordt na enige tijd tot over haar oren verliefd op Daniël Daniël. Aangezien Daniël boven Simon woont, komen ze elkaar vaak tegen. Ze gaan met zijn drieën op reis voor een fotosessie en Janine komt erachter dat ze meer van Simon houdt dan van Daniël. Daniël reageert opvallend sportief en de twee hebben weer een relatie. Tijdens een fotosessie krijgt Simon een lamp op zijn hoofd die zijn geestelijke gesteldheid heeft aangetast. In deze conditie vertrekt hij naar IJsland voor een fotosessie die naar men denkt fataal afloopt voor Simon. Maar uiteindelijk is het Janine die ziet dat Simon helemaal niet dood is, maar zich heeft bekeerd tot het boeddhisme.

### Ludo Sanders I
In seizoen 6 leert Janine de zakenman Ludo Sanders kennen en de twee krijgen al snel een liefdesrelatie. Ze trouwen en krijgen aan het begin van seizoen 8 (oktober 1997) een dochter, Nina. In dezelfde tijd heeft Ludo een onenightstand met Bowien Galema. Net wanneer alles weer goed gaat, blijkt Simon Dekker nog te leven. De liefde bloeit tussen hem en Janine bloeit weer op, tot ergernis van Ludo die Linda over laat komen. Vervolgens vertrekt hij met Linda naar het buitenland.
Na een strijd tussen Dian Alberts, Bowien Galema en Huib van Groeningen tegen Ludo krijgen Ludo en Janine een faillissement over zich heen. Janine scheidt korte tijd later van Ludo vanwege diens vermoedelijke betrokkenheid bij de verdwijning en (vermeende) dood van Huib. Hierna heeft Janine enige tijd een relatie met de therapeut Rafael Prins, die echter inziet dat Janine er vooral op uit is om haar ex jaloers te maken. Een tijdlang is er tussen Ludo en Janine een omgangsregeling met betrekking tot Nina.
Nina's ontvoering door Stefano Sanders brengt de twee weer dichter bij elkaar. Wanneer Ludo tijdelijk verlamd raakt, heeft Janine een onenightstand met Stefano, waaruit Lucas wordt geboren. Inmiddels is Bowien door toedoen van Ludo verongelukt in Finland. Dit alles zorgt voor een nieuwe grote breuk tussen Janine en Ludo.
Na nog enige andere relaties met andere mannen, waaronder Sebastiaan de Ridder, kiest Janine uiteindelijk toch weer opnieuw voor Ludo. Hierdoor roept ze de woede over zich af van Meike Griffioen, die inmiddels Ludo's ex is. Ludo en Janine besluiten opnieuw te trouwen. Op hun huwelijksdag wordt Janine levend begraven door Ludo's allereerste vrouw, Sophia Eijsink. Ze wordt gered door Nina en een dag later trouwen ze alsnog.
Nadat Ludo Nina laat liegen in de zaak tegen Roxy Belinfante, scheidt Janine opnieuw van Ludo. Ze heeft hierna een lange relatie met Ray Groenoord. Na een gijzeling in een klooster komen zij en Ludo voor de derde keer bij elkaar. Nadat Ludo erachter is gekomen dat Robert nu verliefd is op Janine, probeert hij Robert uit te schakelen door een infuus in Roberts arm te doen. Als Robert hier een hartaanval door krijgt, besluit Janine opnieuw met Ludo te breken. Ze krijgt een relatie met Jack van Houten en trouwt zelfs met hem. Ze komt er dan toch weer achter dat ze ondanks alles toch nog steeds meer houdt van Ludo dan van Jack. Jack en Janine scheiden weer.
Sinds de aflevering op Koninginnedag 2010 hebben Janine en Ludo voor de vierde keer een relatie. In de aflevering van 6 juli 2012 zijn ze (voor de derde keer) getrouwd. In 2013 zijn ze echter weer gescheiden.

### Hein Lisseberg
Janine wil voor J. Magazine weten hoe het is om in de gevangenis te zitten. Ze wil Rik de Jong interviewen, maar die ziet dat niet zitten. Daarom brengt hij Janine in contact met Hein Lisseberg, een gevangene die Rik heeft leren kennen in de gevangenis. Hein is een seriemoordenaar. Eerst laat hij niks los, maar even later vertelt hij over zijn eerste moord. Na een aantal weken Hein te hebben opgezocht, besluit zij een boek over hem te schrijven. Als Hein een overdosis medicijnen inneemt, moet hij naar het ziekenhuis. Hier leert hij Anton Bouwhuis kennen. Niet veel later blijkt hij ontsnapt te zijn omdat hij een bewaker heeft omgekocht. Janine kreeg uiteindelijk van Hein signalen gekregen waar hij verbleef. Hein ontvoert Janine naar zijn vakantiehuisje en geeft haar spierverslappers. Uiteindelijk vinden Rik en Ludo haar en konden zij haar op het nippertje redden. Hein zit nu weer in de gevangenis en zit op dit moment zijn veroordeling tot levenslang in het zwaarste gedeelte van de gevangenis uit.

### Marieke de Moor
Na 23 jaar staat Janine haar zus Marieke de Moor en haar man Mark de Moor op de stoep. Ze vertellen dat ze terug naar Nederland zijn gekomen om meer tijd met de familie door te brengen, terwijl ze in werkelijkheid geldproblemen hebben. Wanneer Janine hier achter komt, biedt ze hun een helpende hand en neemt hen op in huis. Later krijgen ze te horen dat Marieke lijdt aan dementie, ze takelt snel af. Janine blijft voor haar zus zorgen en is door haar zus aangesteld als degene die mag bepalen wanneer het tijd is voor euthanasie. Janine wacht hier te lang mee waardoor, wanneer ze het willen doen, de artsen niet meer mee willen werken. Tegelijk met deze gebeurtenissen brengt Janine een luisterboek uit waar vijf mensen een brief krijgen en gestalkt worden met de dood als afloop. Niet veel later beginnen fragmenten uit het boek zich in het werkelijkheid af te spelen. Janine, Ludo, Bing, Aysen en Rik krijgen zoals de hoofdrolspelers een brief en overkomen de raarste dingen. De groep verdenkt al snel Marieke behalve Janine zelf. Marieke takelt steeds verder af en belandt zelfs kort in een ziekenhuis en inrichting. Wanneer ze hier met de hulp van Ludo uitkomt, gaan Janine, Ludo, Mark en Marieke uit eten. Als ze naar buiten lopen, komt er een auto die op Janine en Ludo opzettelijk afrijdt, Marieke duwt hen voor de auto weg en neemt hun plaats in. Ze belandt in het ziekenhuis en besluit niet geopereerd te willen worden omdat ze niet verder met de dementie wil leven. Janine heeft het hier moeilijk mee maar accepteer de keuze van haar zus. Kort hierna overlijdt Marieke aan haar verwondingen.

### Ludo Sanders II
Janine krijgt last van paniekaanvallen, veroorzaakt door seriemoordenaar Hein die haar bijna vermoordde. Ludo vangt haar op, waarna ze langzaamaan weer naar elkaar toe groeien. Janine heeft echter ook gevoelens gekregen voor Rik de Jong, met wie ze een aantal onenightstands heeft gehad. Als Ludo hierachter komt, eist hij dat Janine een duidelijke keuze maakt. Janine kan dit niet, waarop Ludo de relatie weer beëindigt. Janine besluit op den duur toch dat ze nog steeds het meest om Ludo geeft. Sinds 28 oktober 2016 hebben Janine en Ludo voor de zesde keer een relatie, maar op 3 juni 2019 gingen ze elkaar door Billy’s toedoen. Het huwelijk met Billy vond onder dwang plaats en houdt stand zolang als het duurt om boosdoener Carmen Vermeer (schuilnaam voor Mia Visser) uit te schakelen; zij blijkt onder een hoedje te spelen met psycholoog Rob Bekkers die Janine en Ludo uit elkaar wou drijven. Inmiddels zit Carmen in een gesloten inrichting en heeft Rob zelfmoord gepleegd nadat hij zogenaamd aan een hersentumor leed.
Janine trekt in bij Anton en Linda; tijdens een bezoekje aan haar pasgeboren kleinzoon Wolf ontdekt ze een knobbeltje op haar borst. Het blijkt een kwaadaardige tumor te zijn. Janine zoekt troost bij medepatiënte Eva met wie ze haar intrekt, neemt in het huis van Ludo. Ze organiseren op 3 januari 2020 een modeshow voor vrouwen met kanker; Janine en Ludo komen er weer bij elkaar en krijgen voor de zevende keer een relatie, wel besluiten die twee het rustig aan te gaan doen. Dit lijkt echter van korte duur, want wanneer Janine twee weken later Eva herdenkt in haar weblog (Eva is in haar slaap overleden) komt ze erachter dat haar opdrachtgeefster Anika door Ludo is betaald. Toch blijven Ludo en Janine bij elkaar; ze gaan in februari 2020 weer samenwonen en verhuizen naar een nieuw pand. Janine wordt uiteindelijk schoon verklaard, maar geeft aan zich niet zo sterk te voelen als dat ze zich voordoet. In 2022 en 2024 gingen ze bijna uitelkaar. Door relatietherapie in 2024 wisten ze de breuk af te wenden. Maar in 2025 gingen ze alsnog definitief uitelkaar omdat vertrouwen altijd een groot thema is in hun relatie.

### Richard van Nooten
Ondertussen spelen er zich ook andere zaken af in en om huize Sanders; Nina is met veel moeite van Bing gescheiden, en Ludo heeft zich de woede van Richard van Nooten op de hals gehaald door een schilderij voor dienst neus weg te kapen. Valentijn wordt hierin meegesleept en slaat met het schilderij op de vlucht; als Ludo hem terugvindt op de boot naar Engeland wordt hij overboord geslagen. Janine zoekt Valentijn op na diens arrestatie en wil weten of het een ongeluk was. Als Valentijn toegeeft uit wraak te hebben gehandeld laat Janine hem vallen; ze hoopt dat hij in het ergste geval net zo'n lange straf krijgt als Nick destijds. Ludo wordt niet teruggevonden, waarop Janine aanneemt dat hij niet meer terugkomt. Na een opbeurend bezoek van Linda, Anton, Laura en Robert loopt Janine naar de paardenstal; ze ziet daar Ludo met baard staan, maar dit blijkt een waanbeeld te zijn.
Richard blijft proberen het schilderij in handen te krijgen en wil Ludo zelfs dood laten verklaren; Amelie Hendrix, ex-taxateur van Veilinghuis Sanders, wordt daarbij gedwongen om spullen te stelen die Ludo zou kunnen hebben gedragen. Doordat de stropdas en manchetknopen bij het strand worden teruggevonden krijgt Janine echter hoop en organiseert ze een zoektocht totdat Amelie besluit om alles op te biechten. Janine vergeeft haar, maar wil wel een tegenprestatie; Amelie moet L'Absence vervalsen om zo van Richard af te komen. Ondertussen doet Richard een poging om Leon om te kopen; hij denkt daarin geslaagd te zijn, maar als hij eerder langskomt dan afgesproken voeren Janine en Leon een toneelstukje op om hem te misleiden. Richard kijkt daar dwars doorheen en dreigt Janine af te schieten als hij niet binnen drie uur het schilderij krijgt. Janine ontsnapt op een haar na aan de dood; als dank zorgt ze ervoor dat Amelie haar baan terugkrijgt. Janine lijkt echter niet van Richard af te komen; het geld dat het schilderij hem heeft opgeleverd wil hij investeren in de nalatenschap van Ludo. Janine is hier woedend om en neemt wraak door te onthullen dat Richard een vervalsing heeft verkocht. Als Nina op een faillissement afstevent besluit Janine de echte L'Absence te verkopen. Nadat Ludo officieel wordt doodverklaard slaat Richard de handen ineen met de teruggekeerde Billy, en Nina moet het daarbij ontgelden. Janine probeert Nina te waarschuwen en biedt haar hulp aan, maar Nina wil daar niets van weten omdat zij denkt dat Billy aan haar kant staat in de strijd tegen "die charlatan" van een Richard totdat het te laat is.
Ondertussen krijgt Janine bezoek van een vrouw die via een raaf een boodschap heeft gekregen van Ludo; hij blijkt nog te leven en op een booreiland te zitten. Ludo wordt teruggehaald naar Meerdijk maar lijkt zich nauwelijks voor alles en iedereen te interesseren, behalve in hoe het met de raaf Uccello, gaat. Janine begrijpt het pas wanneer Uccello wordt vermoord; door Richard. Ze belooft Ludo te helpen om wraak te nemen op Richard die samen met Billy op slinkse wijze het veilinghuis van Nina heeft overgekocht.

### Indra Kalkhoven
Met hulp van Leon komt Janine erachter dat Richard belastingfraude heeft gepleegd en geen contact meer heeft met zijn familie en in de steek is gelaten door zijn vriendin Indra Kalkhoven. Indra was fotomodel, maar heeft door de breuk met Richard haar luxe levensstijl moeten opgeven en werkt nu als serveerster in een eetcafé. Janine zoekt haar op; zogenaamd voor een interview, maar in werkelijkheid probeert ze Indra te betrekken bij haar wraakacties. Dat lukt pas nadat Indra wordt ontslagen door een list van Leon. Janine biedt aan om Indra uit de schulden te halen en ander werk voor haar te zoeken; bij het cateringbedrijf dat is ingehuurd voor de bruiloft van Richard en Billy. Geheel volgens plan komt Indra Richard tegen en krijgen ze weer gevoelens voor elkaar; het leidt er uiteindelijk toe dat ze samen op een hotelkamer belanden. Leon plaatst een verborgen camera en stuurt de opname naar Billy zonder sporen achter te laten. Janine waarschuwt Indra dat Billy op oorlogspad is, helpt haar aan een schuilplek en geeft haar het geld dat Richard voor het vervalste schilderij had betaald. 
Als Janine hoort dat het veilinghuis te koop staat stelt ze Billy voor om het terug te geven aan Ludo. Janine wordt uitgelachen en vernederd, waarop ze  besluit om Ludo alles op te biechten; Ludo is woedend, maar toch komt het weer goed. De volgende dag komt Indra binnenlopen met het nieuws dat Richard alles weet; ze vraagt en krijgt compensatie. Janine gaat naar Billy om haar excuses aan te bieden en wordt erom aangevlogen. Ze komt met de schrik vrij en weet Billy ervan te overtuigen dat ze de strijd voor eens en altijd moet stoppen; ook de mannen gaan akkoord.

## Vrienden en vijanden
Janine kan het goed vinden met Sjors Langeveld, Daniël Daniël, Ludo Sanders, Laura Selmhorst, Anton Bouwhuis, Jef Alberts, Rik de Jong en Linda Dekker. Janine was ook goed bevriend met Bianca Bouwhuis totdat zij overleed. Verder is ze bevriend met Barbara Fischer en Charlie Fischer die naar Curaçao zijn verhuisd en Stefano Sanders en Suzanne Balk die in de Verenigde Staten wonen. Met haar schoonzus Maxime Sanders heeft Janine geen goede band. Maxime heeft door een wraakplan Janine's huwelijk met Ludo om zeep geholpen. Maar de band tussen Janine en Maxime wordt beter als Maxime aan dezelfde kant als Ludo en Janine blijkt te staan als Martine Hafkamp Ludo in de problemen helpt. De goede band tussen de twee is echter van korte duur als Maxime kort hierna overlijdt. Met de eveneens overleden Eva had ze ook een goede band.

## Betrekkingen

### Familie
- Oscar de Meris, Daphne de Meris (biologische ouders)
- Evert Elschot, Brune Elschot (adoptie ouders)
- Marieke de Moor (zus; overleden)
- Paul Luneman (1991–1992), Ludo Sanders (1997–1999, 2002–2003, 2012–2013), Stefano Sanders (2001–2002), Jack van Houten (2009–2010) (echtgenoten)
- Nina Sanders, Lucas Sanders (kinderen)
- Noud Alberts (2011–2013), Menno Kuiper (2014), Bing Mauricius (2016–2020, 2021-) (schoonzonen)
- Tiffy Koster (2020–) (schoondochter)
- Nola Sanders, Max Mauricius, Wolf Sanders (kleinkinderen)

### Relaties
- Maarten Stokman (jeugdliefde)
- Anton Bouwhuis (jeugdliefde)
- Paul Luneman (huwelijk, 1991–1992)
- Simon Dekker (relatie, 1992–1994)
- Daniël Daniël (affaire, 1994)
- Ludo Sanders (lat-relatie, 1996)
- Ludo Sanders (relatie/huwelijk, 1997–1998; officieel gescheiden in 1999)
- Rafael Prins (verloofd, 1998–1999)
- Ludo Sanders (relatie, 1999–2000)
- Stefano Sanders (affaire/huwelijk, 1999–2001)
- Sebastiaan de Ridder (relatie, 2001)
- Ludo Sanders (relatie/huwelijk, 2002)
- Ray Groenoord (relatie, 2003–2005)
- Ludo Sanders (relatie, 2005–2007)
- Floris van Wickerode (affaire, 2008)
- Jack van Houten (relatie/huwelijk, 2009–2010)
- Ludo Sanders (relatie/huwelijk, 2010–2013)
- Frank van de Meer (relatie, 2013)
- Rik de Jong (relatie, 2016)
- Ludo Sanders (relatie, 2016–2019)
- Rob Bekkers (relatie, 2019)
- Ludo Sanders (relatie, 2020-2025)